# Пам'ятки архітектури Маневицького району
Станом на 1 січня 2009 року у Маневицькому районі Волинської області нараховується 22 пам'ятки архітектури, з яких 5 — національного значення.
| № п/п                  | Найменування пам'ятки (матеріал)     | Адреса                 | Дата спорудження (автор) | Охор. № та № у комплексі | Дата і № рішення                                      |
| Національного значення | Національного значення               | Національного значення | Національного значення   | Національного значення   | Національного значення                                |
| ---------------------- | ------------------------------------ | ---------------------- | ------------------------ | ------------------------ | ----------------------------------------------------- |
| 1                      | Михайлівська церква (дер.)           | с. Карасин             | 1691 р.                  | 121                      | Постанова Ради Міністрів УРСР від 24.08.63 № 970      |
| 2                      | Костел домініканців (мур.)           | с. Старий Чорторийськ  | 1736-1741 рр.            | 126/1                    | -//-                                                  |
| 3                      | Дзвіниця церкви Різдва (дер.)        | с. Троянівка           | 1772 р.                  | 127/2                    | -//-                                                  |
| 4                      | Преображенська церква (мур.)         | с. Четвертня           | 1600 р.                  | 128/1                    | -//-                                                  |
| 5                      | Дзвіниця Преображенської церкви (м)  | с. Четвертня           | поч. 20 ст.              | 128/2                    | -//-                                                  |
| Місцевого значення     |                                      |                        |                          |                          |                                                       |
| 6                      | Залізничний вокзал (мур.)            | смт. Маневичі          | 1904 р.                  | 224-м                    | Рішення виконкому обласної ради від 03.04.92 р. № 76  |
| 7                      | Костел (мур.)                        | смт. Маневичі          | 1920 р.                  | 225-м                    | -//-                                                  |
| 8                      | Дмитрівська церква (дер.)            | с. Нова Руда           | 1742 р.                  | 105-м/1                  | Рішення виконкому обласної ради від 27.08.90 р. № 187 |
| 9                      | Дзвіниця (дер.)                      | с. Нова Руда           |                          | 105-м/2                  | -//-                                                  |
| 10                     | Успенська церква (дер.)              | с. Оконськ             | 17-18 ст.                | 106-м/1                  | -//-                                                  |
| 11                     | Дзвіниця (дер.)                      | с. Оконськ             | 17-18 ст.                | 106-м/2                  | -//-                                                  |
| 12                     | Успенська церква (дер.)              | с. Лишнівка            | 17-18 ст.                | 107-м/1                  | -//-                                                  |
| 13                     | Дзвіниця (дер.)                      | с. Лишнівка            | поч. 18 ст.              | 107-м/2                  | -//-                                                  |
| 14                     | Церква Різдва Богородиці (мур.)      | с. Боровичі            | 1930 р.                  | 218-м                    | Рішення виконкому обласної ради від 03.04.92 р. № 76  |
| 15                     | Церква Різдва Богородиці (дер.)      | с. Велика Ведмежка     | 1834-1881 рр.            | 219-м                    | -//-                                                  |
| 16                     | Михайлівська церква (дер.)           | с. Градиськ            | 17-19 ст.                | 220-м                    | -//-                                                  |
| 17                     | Вітряний млин (дер.)                 | с. Карасин             | 1920 р.                  | 221-м                    | -//-                                                  |
|                        | Ансамбль Хрестовоздвиженської церкви | смт. Колки             | 1825 р.                  | 222-м                    | -//-                                                  |
| 18                     | Хрестовоздвиженська церква (мур.)    | смт. Колки             | 1825 р.                  | 222-м/1                  | -//-                                                  |
| 19                     | Дзвіниця (мур.)                      | смт. Колки             | 1825 р.                  | 222-м/2                  | -//-                                                  |
| 20                     | Дзвіниця (дер.)                      | с. Криничне            | поч. 19 ст.              | 226-м                    | -//-                                                  |
| 21                     | Церква Іоанна Богослова (дер.)       | с. Ситниця             | 18-19 ст.                | 226-м                    | -//-                                                  |
| 22                     | Климентіївська церква (мур.)         | с. Старосілля          | 1918-1920 рр.            | 227-м                    | -//-                                                  |
|                        |                                      |                        |                          |                          |                                                       |

## Джерело
- [Архівовано 9 листопада 2016 у Wayback Machine.] Пам'ятки Волинської області